# Лилит (картина)
«Лилит» — картина британского художника Джона Кольера, написанная им в 1887 году, с 1970-х годов находится в коллекции Художественной галереи Аткинсона (англ. Atkinson Art Gallery and Library) в Саутпорте.

## Описание
Кольер изобразил Лилит в виде золотоволосой, обнажённой женщины с фарфоровой кожей, вокруг тела которой обвилась змея. На фоне мрачных тёмно-зелёных джунглей стоит неодетая женская фигура, бледная кожа и длинные светлые волосы, спадающие на спину, составляют резкий контраст с лесом. Её голова и взгляд направлены в сторону от зрителя на голову змеи, лежащую на плече. Змея обвивает её тело в несколько витков, начинаясь вокруг близко расположенных лодыжек, переходя через колено и заканчиваясь у низа живота, который она таким образом скрывает. Лилит поддерживает змею руками в верхней части тела, так что голова змеи может лежать над её правым плечом до самого горла. Голова Лилит наклонена в сторону змеи, щека прижимается к животному. Коричневые тона окраса змеи выделяются на фоне бледного женского тела, но перекликаются с цветовой гаммой окружающих джунглей. К своей картине Кольер приложил стихотворение Данте Габриэля Россетти 1868 года «Лилит, или Красота тела», в котором Лилит описывается как ведьма, которую Адам любил до Евы. Её роскошные локоны подарили миру «первое золото», но её красота была оружием, а чары — смертоносными.
Британская газета «Architect» в 1887 году так описала эту работу: «Обнаженная женщина, чьи сладострастные круглые формы изображены наиболее изящно, окружена большой змеёй, толстая часть которой пересекает её горизонтально и рассекает надвое; голова её сползает на грудь, и кажется, что она тянет её к себе, сжимая в тугие витки. Фон — грубый зелёный цвет, отталкивающий и отвратительный».
Музей Метрополитен в каталоге выставки 2004 года, посвященной этому полотну, так сформулировал описание: «Джон Кольер сделал своей Лилит прерафаэлитскую прическу из пышных, свободно ниспадающих локонов, которые контрастируют с модными прическами того времени. Её талия неестественно зажата, хотя она не носит корсета. Упругую молочную поверхность её кожи он противопоставил слизистой, испещренной крапинками форме гигантской змеи» […] «прижавшейся к её шее, когда она прислоняется к ней щекой в неприличной близости». «Змея опасно обвивается вокруг Лилит, но Лилит не чувствует угрозы или отталкивания».

## Выставки и приём критиками
Когда Джон Кольер представил свою монументальную картину публике, она получила широкое признание, начиная с лондонской выставки Королевской академии художеств 1887 году.
В 1887 году, на одиннадцатой летней выставке в лондонской Галерее Гровенор журнал The Photographic News признал этюд обнаженной Лилит весьма достойным. Журнал «Британский архитектор» выразил сожаление, что мало кто умеет так рисовать, а число тех, кто способен так изобразить змею, можно пересчитать по пальцам одной руки.
Журнал The Athenaeum посчитал, что Кольер спровоцировал рискованное сравнение, сопоставив свою картину со стихотворением Данте Габриэля Россетти «Лилит». Его Лилит изображена в образе крепкой девушки лет 25. Она нарисована стоящей прямо, обнажённой, её левая рука поднята к голове, правая сложена перед животом. Лилит слегка наклонила голову, так что её бледно-золотистые волосы, как плащ, спадают на спину. Она опутана чудовищной змеёй, которая обвивается вокруг неё и кладёт голову ей на плечо. Женская фигура великолепно написана, тщательно продумана, аккуратно выполнена, но больше напоминает Саламбо. Как грамотный этюд, она заслуживает высокой оценки, но это ни в коем случае не мистическая демонесса Россетти, а просто румяная, прекрасная, чувственная и дьявольская [демонесса].
Газета The Spectator отмечала, что картина была детальной, искусно выполненной и реалистичной, но в результате «вся поэзия и чувство как-то ускользнули при исполнении», подчеркивая, что вообще любая картина с обнаженной натурой, «которая стремится реализовать только поверхностные части тела и в реалистичной манере, должна быть плохим искусством», если она написана без вдохновения чувствами и мыслями.
Картина также была включена в 17-ю осеннюю выставку, проходившую в Художественной галерее Уокера в Ливерпуле с сентября по декабрь 1887 года.
На выставке 2004 года «Wild: Fashion Untamed», проходившей в Метрополитен-музее в Нью-Йорке, картина была представлена в сопоставлении с современными моделями. Выставка исследовала, как «физические и сексуальные характеристики животных определяли идеалы женственности». На выставке было представлено «историческое и кросс-культурное исследование одержимости человека животным, выраженным в одежде», а также исследованы «тёмные отношения между анимализмом и женской сексуальностью». Тематически он опирается на мифы и легенды, такие как мифы о Лилит, Медузе Горгоне и Сиренах, в которых сочетаются образы женщин как божественных матриархов и сексуальных хищниц.
В 2016 году она была приурочена к выставке Geschlechterkampf. Franz von Stuck to Frida Kahlo о мужской и женской идентичности и изменении гендерных ролей с начала Феминистского движения в XIX веке и до конца Второй мировой войны. Было показано, как социальные изменения отражались на изображении в искусстве. Основное внимание было уделено символизму и сюрреализму. В работах Кольера изображён тип женщины, одновременно угрожающий и желанный, который, помимо того, что изображает Лилит, также намекает и на мотив Евы.

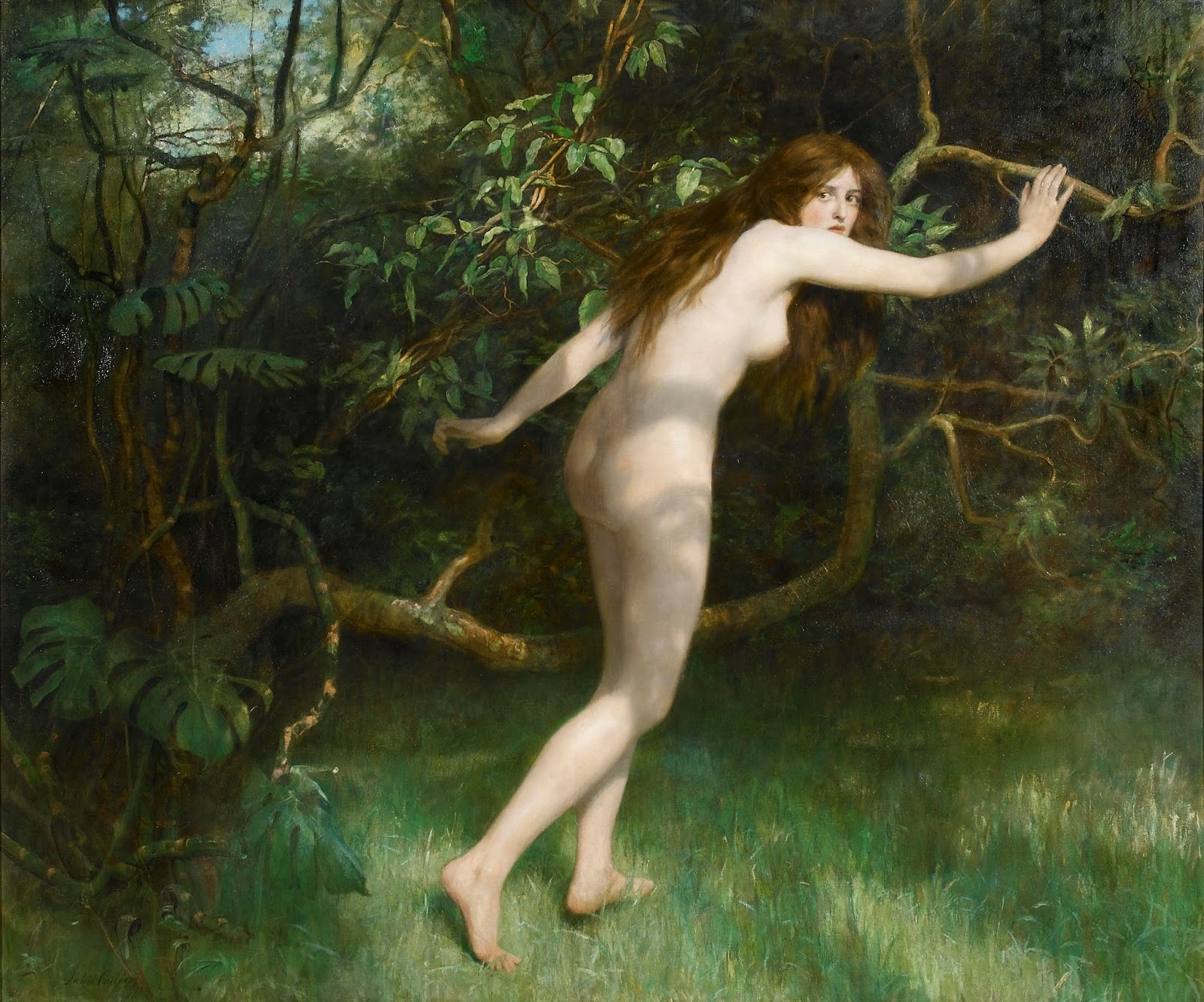
Д. Кольер «Ева», 1911

Художники всё чаще наделяли атрибутами Лилит и Еву. Картина Кольера «Ева» 1911 года неотличима от его «Лилит» по изображению женского типа и дикой природы, но в отличие от уверенной в себе ауры Лилит, на картине изображена испуганная Ева. В 2017 году германист и религиовед Катрин Траттнер написала в газете Standard, что «Лилит» Кольера, «которая на первый взгляд может напомнить нам библейскую Еву», является, вероятно, самым известным художественным изображением, которое и сегодня часто используется для обложек книг и веб-сайтов.
В 2020 г. картина стала центральным экспонатом выставки «Роковое влечение: Лилит и её сестры» в Художественной галерее Аткинсона в Саутпорте, которая проследила «историю роковой женщины и её превращение из символа патриархальной власти в героиню собственной истории». «Лилит» Джона Кольера, по её словам, изображена обнаженной как объект желания, но как классическая роковая женщина она задрапирована змеей, в равной степени прекрасной и опасной, символизирующей искушение и грех.
На выставке «FEMME FATALE. Blick — Macht — Gender» в Гамбургском Кунстхалле в 2022 году картина была показана как «прототип такой роковой женщины».

## Предыстория
Тематически «Лилит» Джона Кольера вписывается в творчество прерафаэлитов, к которым он был близок. Мифологическая тематика и женские фигуры были популярными мотивами среди них.
В романтический период к концу XVIII века другие женские мотивы всё чаще заменяли Еву как «икону сексуальной опасности». В литературе и изобразительном искусстве предметом художественных дискуссий всё чаще становились гибридные существа и оборотни, лишающие мужчин воли, силы и жизни, скрывая свою злую природу под очаровательной внешностью. Параллельно с развитием женского движения в Европе набирала силу художественная озабоченность «разрушительной, приносящей несчастья женщиной». Изображения подчеркивали вину и соблазнительное искусство Евы и её преемниц. Они изображали их преувеличенно и однобоко, как фигуры зла, которые сознательно использовали свои «сексуальные чары, чтобы лишить мужчин власти». В литературе и искусстве XIX века образ мерзкой демоницы сменился образом «разнузданной соблазнительницы». Поэты, литераторы и художники того времени были очарованы женским типом роковой женщины, наделённой магически-демоническими чертами, но при этом впервые ставшей независимой.
Часто только названия картин напоминали о мифологическом значении, как в случае с изображением Лилит у Розетти и Кольера или Ламии у Джона Уильяма Уотерхауса. Гёте, Розетти и Кольер заимствовали центральные характеристики Лилит из еврейской мифологии. Феминистское прочтение, в котором Лилит стала символом женской независимости в еврейском феминизме, появилось только в 1960—1970-х годах.
Некоторые искусствоведы и культурологи считают, что хотя образ Лилит в картине Колера несёт в себе элементы объективации, она остаётся символом женской независимости, где показана, в первую очередь, как сильная, самостоятельная личность. Лилит трансформируется из опасной демоницы, из религиозных сказаний, в символ, как чувственности, так и феминизма. Она равна Адаму, но не зависит от него, и выступает, таким образом, противоположностью Еве.
В поэме Джона Китса «Безжалостная красавица» (фр. La Belle Dame sans Merci, 1819) и в произведении Фридриха де Ла Мотт Фуке «Ундина» (1811) речь идёт о соблазнительных лесных духах, которые манят мужчин своей обманчиво невинной привлекательностью. Образ соблазнительного, смертоносного женского гибрида в образе русалки встречается и в изобразительном искусстве: Эдвард Бёрн-Джонс «Морские глубины» (1886), Джон Уильям Уотерхаус «Русалка» (1900) и Изобель Лилиан Глоуг «Рыцарь и русалка, или Поцелуй чаровницы» (ок. 1890), вдохновлённые поэмой Джона Китса «Ламия». Также Уотерхаусом написана картина «Ламия» (1909). В своей поэме «Ламия», написанной в 1819 году, Китс опирается на древнюю легенду о змее, которая на время превратилась в прекрасную женщину. Миф о Лилит также встречается на картинах Данте Габриэля Россетти («Леди Лилит», 1868) и Кеньона Кокса («Лилит», 1892), а также в литературных произведениях Роберта Браунинга («Адам, Лилит и Ева», 1883), Джорджа Макдональда («Лилит», 1895) и Данте Габриэля Россетти («Лилит или красота тела», 1868).

Работы других художников
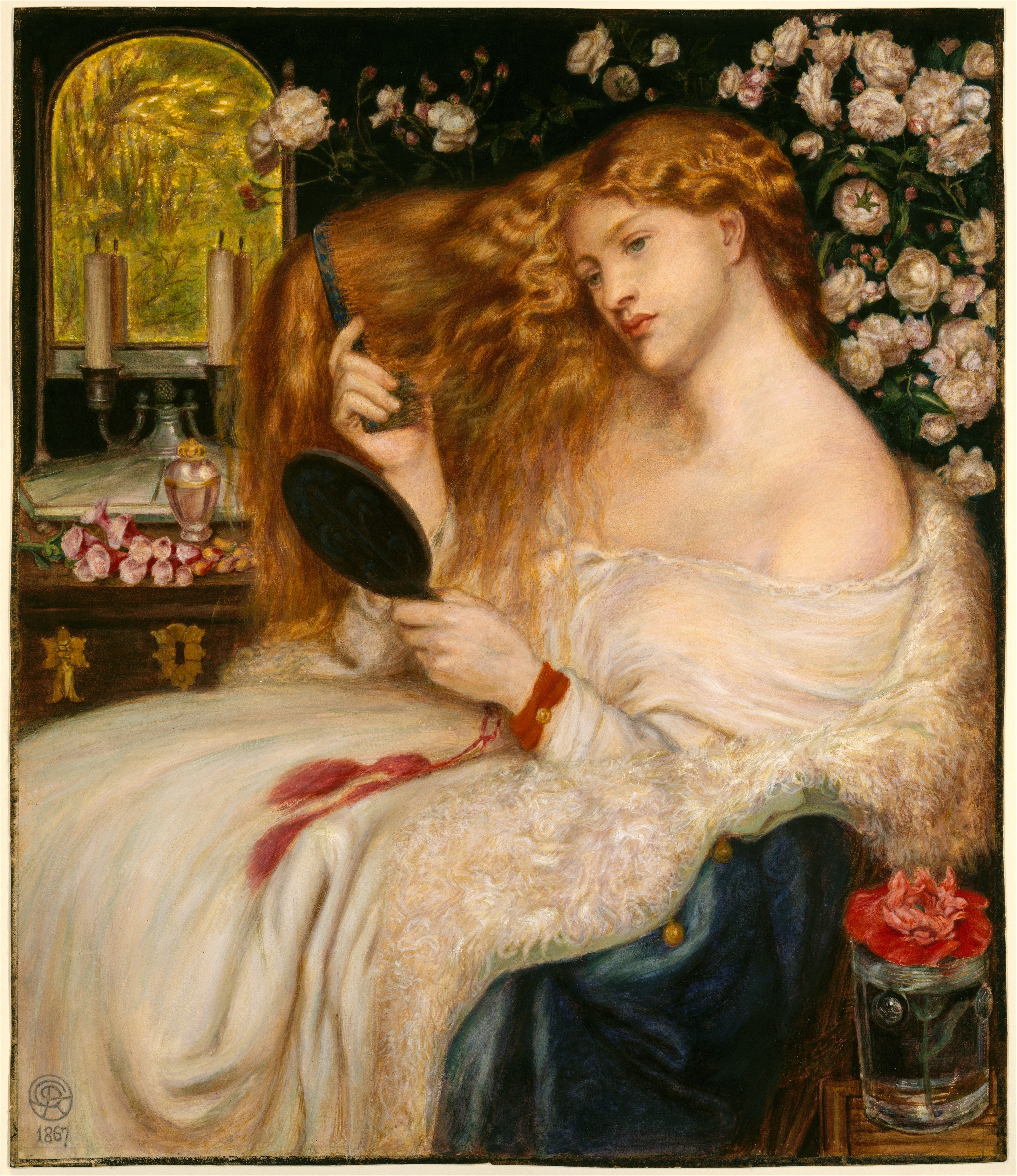
«Леди Лилит», 1868
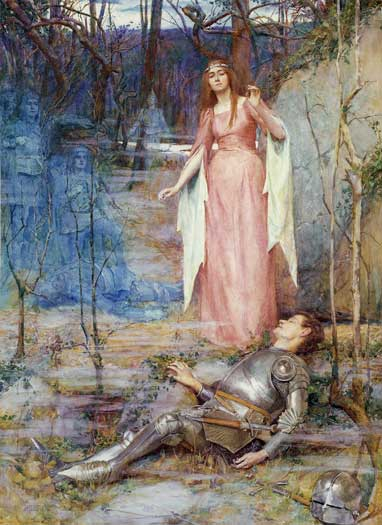
«Безжалостная красавица», 1901
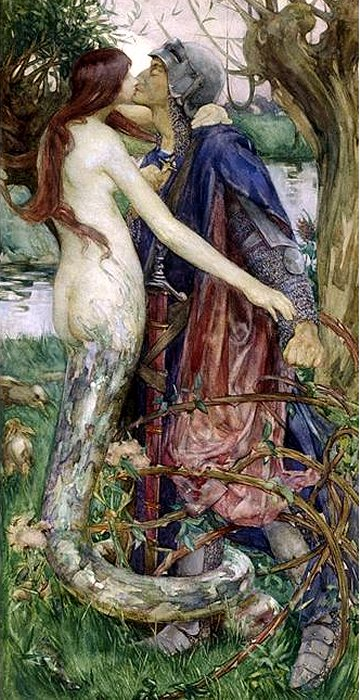
«Рыцарь и русалка», 1890
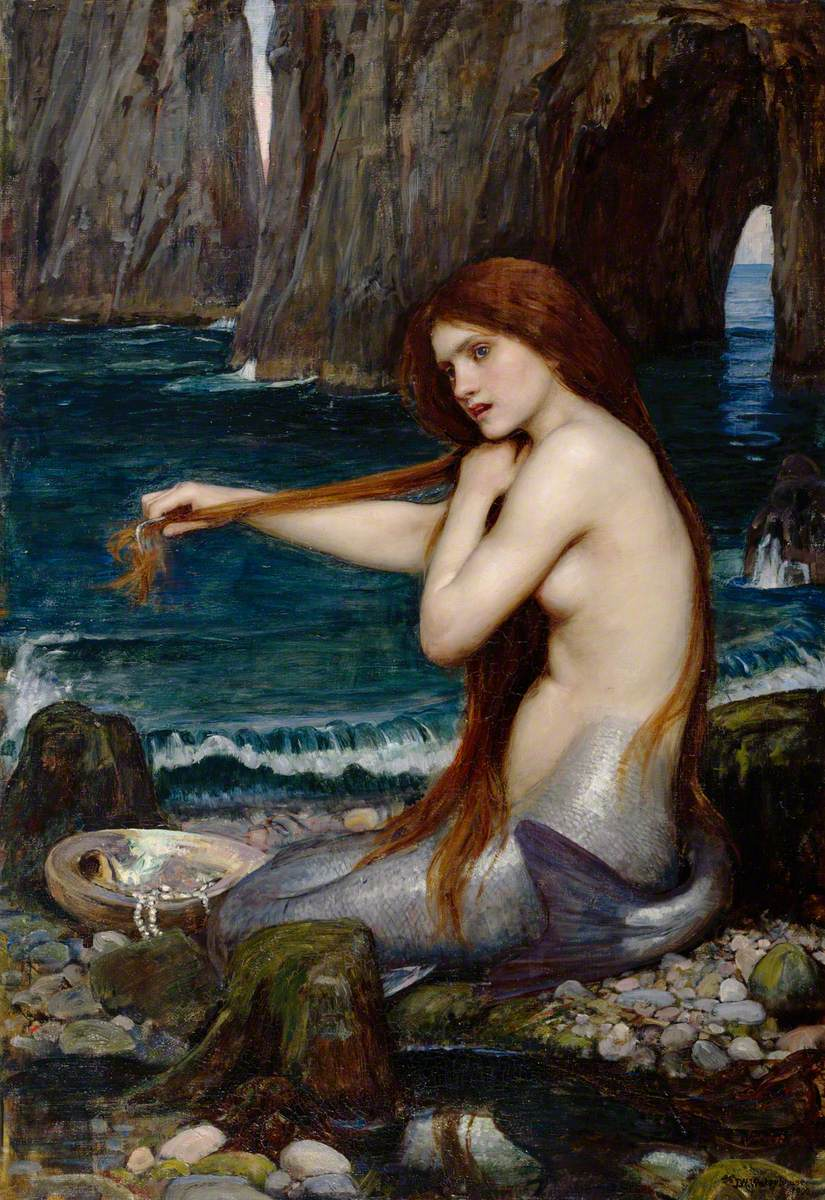
«Русалка», 1900
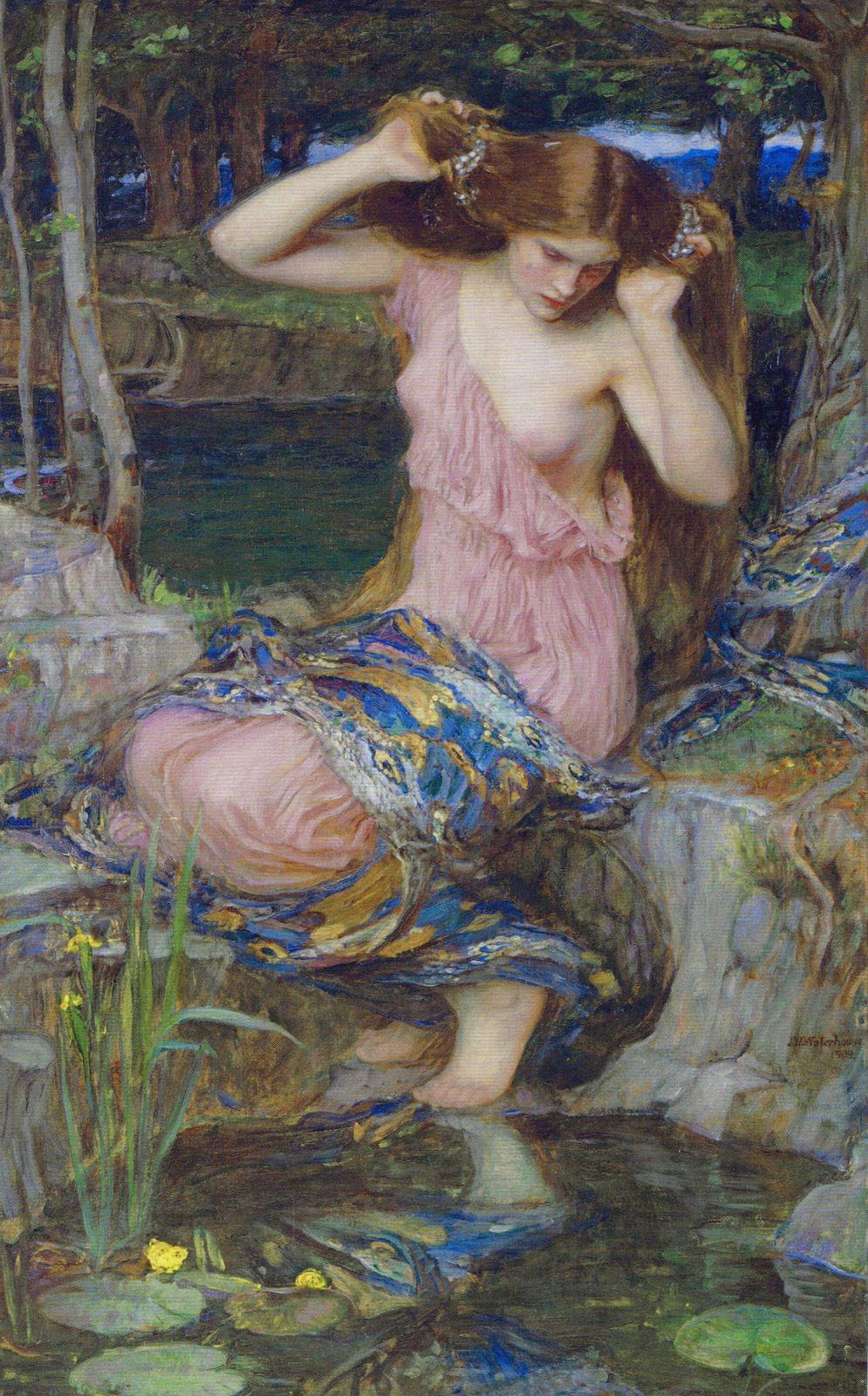
«Ламия», 1909